# 慈經
《慈經》（巴利文：Metta Sutta）或稱《慈心應作經》。這部經典出現在巴利語系的「小部」經中，漢傳藏經中反而沒有收錄，其記載著當時佛陀在世的時候，對禪修的比丘們教導一個修禪者，應如何對於宇宙眾生慈愛與祝福的開示。
有一次，佛陀在舍衛城指導禪觀，眾多比丘接受佛陀個別指示禪觀對象後，到森林中坐在樹下修習。林中樹靈以為比丘們只靜坐數日而不以為意，但得知他們要在三個月修滿後才離開，就用盡各種方法，日夜不停地干擾，來嚇走他們。比丘們不堪其擾，回去禀報佛陀，希望另覓食他處，好讓他們專心修禪。佛陀透過神通專注地觀察，知道了世界上再也沒有比這裡更適合比丘禪修的地方了，於是教授《慈經》。比丘依教奉行，學習了慈心觀的方法后返回了森林。整個僧團的四周瀰漫著慈愛吉祥的光輝，樹靈見了深受感動，立刻消除敵意，全力來臨擁護，不再侵擾比丘們，比丘們也順利地完成安居期的禪修。

## 内容

### 《慈經》
善於行善並希望內心安祥的人應當培養這些特質：
他必須有能力、正直，而且是完全地正直，善順、溫和，以及謙虛。
能夠知足並且容易被護持，生活少務、簡單。善護諸根，謹慎、不輕率，亦不貪戀眷屬。
他應當不輕犯任何極微小的過失，避免也許受到智者的譴責。接著，他應當在心中培養如下的心念：
願所有的眾生快樂安全，願他們的內心是滿足的。
不論那一類的眾生，軟弱或強壯；長、胖短、或中等；短、小或巨大。也不論是可見或不可見，在我們周圍或離我們遙遠，已出生或即將出生的眾生，願所有眾生，無一例外地，和喜充滿。
讓人彼此間沒有相互欺騙，且不管身在何處，任何一個人都不輕視他人，即使生氣或怨恨，也不想使他人受任何苦。
如同母親不顧自身生命地護念她唯一的孩子，願人們也能對眾生散發這樣無量的慈心。
讓一個人無量慈的心念充滿世界的上方、下方，及橫遍十方，沒有任何的障礙，沒有任何的仇恨及敵意。
只要一個人是醒覺的，無論站著、行走、坐著或躺下，他應當保持正念，這就是所謂的「此生中最高的境界」。
一位放棄執著於感官欲望的人，不落入邪見，正直且具足觀智，他必定將不再進入母胎受生。

### 《漢譯南傳大藏經：慈悲經》
完全了解寂靜境，善利乃為智人之所為，彼堪能、率直、正直、善感，柔和無高慢。
知足易養，生活簡素，護根、賢明，溫和謙虛，於〔信者〕之家無貪求。
不為智者所非難，不作任何卑賤行。願諸有情有幸福、安穩而安樂。
諸一切生物，或弱、或強者，或長或大、或是中等者，或短、或細、或粗等，包括盡無餘。
或現或不現，或住遠、近、或已生終、或有生〔因〕之生物，願諸有情有安樂。
人勿互毀謗，勿輕何處誰。勿怒勿氣忿，勿互咒願苦。
如母護愛獨子賭己命，於諸有情修習無邊之〔慈〕心。
於諸世界修習無限之慈心，於上下十方無怨意、敵意以達無礙。
或立、或步、或坐、或臥，只要目醒覺，應確立此念。於此之教，是云梵住。
勿陷於〔妄〕見，護持戒德，具有正見，制伏貪求欲事，彼決不再宿母胎。